# Pipile cumanensis
Pipile cumanensis là một loài chim trong họ Cracidae.